# جارود جونز
جارود جونز (24 مايو 1990 في الولايات المتحدة - ) (بالإنجليزية: Jarrod Jones)‏ هو لاعب كرة سلة أمريكي في مركز الوسط.

## وصلات خارجية
- جارود جونز على موقع الدوري التايواني الممتاز لكرة السلة (الصينية)
- جارود جونز على موقع الدوري الإسباني لكرة السلة (الإسبانية)
- جارود جونز على موقع كرة السلة الأوروبية.كوم (الإنجليزية)
- جارود جونز على موقع كلية كرة السلة في سبورتس رفرنس.كوم (الإنجليزية)
- جارود جونز على موقع ريلجم (الإنجليزية)
- جارود جونز على موقع بروبوليرز (الإنجليزية)
- جارود جونز على موقع سبورتس رفرنس (الإنجليزية)